# Zavolotchié
La Zavolotchié (en russe : Заволочье), ou pays d'Outre-passe en français, est une région historique des Xe – XIVe siècles située dans le bassin des fleuves de la Dvina septentrionale, de l'Onega, de la Cheksna et du lac Blanc. La terre était une contrée vassalisée de la république de Novgorod.